# Jones-Nunatak
Der Jones-Nunatak ist ein 1315 m hoher Nunatak an der Oates-Küste des ostantarktischen Viktorialands. In den Wilson Hills ragt er am Kopfende des Noll-Gletschers in einer Entfernung von 6,5 km westlich des Mount Schutz auf.
Der United States Geological Survey kartierte ihn anhand von Vermessungen und Luftaufnahmen der United States Navy zwischen 1960 und 1963. Das Advisory Committee on Antarctic Names benannte ihn 1970 nach Bootsmannsmaat Frank E. Jones von der Flugstaffel VX-6 der US Navy, Mitglied der Bodenmannschaft auf dem Flugfeld Williams Field am McMurdo-Sund während der Operation Deep Freeze der Jahre 1967 und 1968.